# Samuel Werenfels
Samuel Werenfels ([ˈzaːmueːl ˈveʁɛnfɛls] ; 1er mars 1657-1er juin 1740) est un théologien suisse. Il est une figure majeure dans le mouvement vers une « orthodoxie raisonnable » dans la théologie réformée suisse.

## Biographie
Werenfels est né à Bâle dans l'ancienne Confédération suisse, le fils de l'archidiacre Peter Werenfels et de Margaretha Grynaeus. Après avoir terminé ses études théologiques et philosophiques à Bâle, il visite les universités de Zurich, Berne, Lausanne et Genève. À son retour, il occupe, pour une courte période, la chaire de logique, pour Samuel Burckhardt . En 1685, il devient professeur de grec à Bâle .
En 1686, Werenfels entreprend un long voyage à travers l'Allemagne, la Belgique et les Pays-Bas, l'un de ses compagnons étant Gilbert Burnet. En 1687, il est nommé professeur de rhétorique, et en 1696 devient membre de la faculté de théologie, occupant successivement, selon la coutume bâloise, les chaires de dogmatique et de polémique, de l'Ancien Testament et du Nouveau Testament .
Werenfels reçoit un appel de l'Université de Franeker, mais refuse. En 1722, il mène une initiative réussie pour que le Consensus helvétique soit mis de côté à Bâle, comme un facteur de division. Il est membre de l'Académie royale des sciences de Prusse et de la Société pour la propagation de l'Évangile de Londres .
Au cours des vingt dernières années de sa vie, il vit retiré. Il participe à la procédure contre Johann Jakob Wettstein pour hérésie, mais exprime ensuite ses regrets d'avoir été impliqué. Il est mort à Bâle .

## Vues du "triumvirat"
Werenfels représente une théologie qui met en arrière-plan les querelles doctrinales . Son épigramme sur l'utilisation abusive de la Bible est bien connue comme: "C'est le livre dans lequel chacun cherche et trouve à la fois ses propres dogmes." .
Il préconise plutôt la méthode historico-grammaticale .
Avec Jean-Alphonse Turrettini et Jean-Frédéric Ostervald, Werenfels constitue ce qu'on appelle un « triumvirat helvétique », ou « triumvirat suisse », de théologiens calvinistes suisses modérés mais orthodoxes. Leur approche commence à converger avec les remontants hollandais et les latitudinaires anglais ,. Leurs points de vue encouragent de simples croyances pratiques, la rationalité et la tolérance . Ils sont ensuite accusés d'être un "trio Remonstrant", et Jan Jacob Schultens les défend . Les trois admirent en effet «l'orthodoxie raisonnable» de l'Église d'Angleterre, et Turrettini en particulier s'oppose avec succès au consensus helvétique ; mais Werenfels fait le premier coup efficace contre lui . Le triumvirat correspond avec William Wake, parmi d'autres hommes d'église protestants .

## Travaux

### Logomachie
Adriaan Heereboord plaide dans un style cartésien, contre la scolastique pour des limitations à mettre sur la Disputatio, qui devrait être limitée par la bonne foi des participants. Werenfels est allé plus loin, considérant la « logomachie » comme un malaise de la République des Lettres . La position du «triumvirat» sur l'œcuménisme repose sur l'utilisation d'articles fondamentaux à travers le forum de la République des Lettres .
Les causes sous-jacentes de la logomachie sont prises par Werenfels comme étant les préjugés et autres défaillances des contestants, ainsi que l'ambiguïté du langage . Dans sa thèse De logomachiis eruditorum (Amsterdam, 1688)  Werenfels soutient que les controverses qui divisent les chrétiens sont souvent des disputes verbales, résultant de déficiences morales, en particulier de l'orgueil. Il propose de les supprimer en créant un lexique universel de tous les termes et concepts .
Dans l'Oratio de vero et falso theologorum zelo, il avertit ceux qui se battent prétendument pour la pureté de la doctrine, mais en réalité pour leur propre système. Il considère qu'il est du devoir du polémiste de ne pas combattre les hérésies désuètes et de réchauffer les questions mortes, mais de renverser les ennemis prédominants de la vraie vie chrétienne .

### Théologie
En 1699, il publie anonymement Judicium de argumento Cartesii pro existia Dei. C'est une acceptation en particulier de la preuve d'existence de Dieu de la troisième méditation de Descartes ; et en général des prémisses philosophiques cartésiennes .
Sa conception de ses fonctions de professeur de théologie est montrée dans son discours, De scopo doctoris in academia sacras litteras docentis. Il croit qu'il est plus important de se soucier de la piété des candidats au ministère que de leur bourse. Il estime qu'un professeur de théologie pratique est aussi nécessaire qu'un professeur de médecine pratique .
Il défend la nécessité d'une révélation spéciale de Dieu et défend les miracles bibliques comme des confirmations des paroles des évangélistes. Dans ses Cogitationes generales de ratione uniendi ecclesias protestantes, quae vulgo Lutheranarum et Reformatorum nominibus distingui solent, il cherche un moyen de réconcilier luthériens et calvinistes .
Le De jure in consciencias ab homine non usurpando daté de 1702 ; il est écrit après que Nicolaus Wil (c) kens ait soutenu une thèse sur la liberté religieuse en l'absence de conséquences pour l'ordre public, et défend la liberté de conscience. Le travail rencontre l'approbation de Benjamin Hoadly et Samuel Haliday, tout en étant utilisé par Daniel Gerdes pour attaquer Johannes Stinstra .

### Collections
Son Dissertationum theologicarum sylloge paraît d'abord à Bâle, 1709 ; une autre collection de ses travaux est Opuscula theologica, philologica, et philosophica (Bâle, 1718, nouvel éd., 3 vol., 1782) .

### Sermons, dissertations, traductions
À partir de 1710, Werenfels (un locuteur natif de l'allemand) est invité à prêcher des sermons dans l'église française de Bâle; ils sont de style simple . En tant que prédicateur, il est décrit comme « éloigné du faux pathétique, élégant, intelligible et édifiant » . Ces sermons sont publiés sous le titre Sermons sur des vérités importantes de la religion requise sur ajoute des considérations sur la réunion des protestans (1715). Ils sont traduits en allemand et en néerlandais par Marten Schagen ,. Schagen traduit également le De recto theologi zelo en néerlandais .
Le De logomachiis eruditorum est traduit en anglais par Discourse of Logomachys, ou Controversys about Words (1711) . Thomas Herne, sous un pseudonyme, traduit des œuvres latines et françaises comme Trois discours (1718), au moment de la controverse bangorienne . William Duncombe traduit une oraison sur l'utilité des intermèdes dramatiques dans l'éducation des jeunes (1744) .